# Edward George
Pour les articles homonymes, voir Eddie George et George.
Edward Alan John George (16 septembre 1938 à Carshalton – 18 avril 2009 à St Tudy), est un ancien gouverneur de la Banque d'Angleterre entre 1993 et 2003, surnommé « Steady Eddie » (« Eddie la stabilité »).
Il est sorti diplômé de l'Université de Cambridge en 1962 et a passé toute sa carrière à la Banque d'Angleterre à l'exception de 3 années auprès du Fonds monétaire international dans les années 1970. Eddie George était à la tête de la Banque d'Angleterre quand Gordon Brown, alors ministre des Finances, a donné en 1997 à cette institution une plus grande indépendance, lui accordant la capacité de fixer elle-même ses taux d'intérêt.